# Göran Blomberg
Göran Nils Vilhelm Blomberg, född 4 juli 1937 i Göteborgs Annedals församling, Göteborg, död 21 april 2025 i Uppsala, var en svensk kyrkomusiker.

## Biografi
Blomberg föddes 1937 i Göteborg. Han har studerat orgelkonst vid Norddeutsche Orgelakademie, Hamburg och Accedemia di Musica Italiana per Organo, Pistoia.  Blomberg arbetade som kyrkomusiker i Övertorneå församling fram till pensioneringen 2002.

## Diskografi
- 1982 – Orgeln i Leufstabruks kyrka.[3]

- 1991 – Orgeln i Leufstabruks kyrka.[4]

- 2013 – Cahmanorgeln Leufstabruk 1728.[5]